# Check My Brain
Check My Brain è un singolo del gruppo rock statunitense Alice in Chains, pubblicato nel 2009 ed estratto dall'album Black Gives Way to Blue.
La canzone è stata scritta da Jerry Cantrell.

## Tracce
- Download digitale

1. Check My Brain – 3:57

## Video
Il videoclip della canzone, diretto da Alexandre Courtes, è stato girato a Los Angeles ed è stato pubblicato il 14 settembre 2009.

## Formazione
- Jerry Cantrell – voce, chitarra
- William DuVall – voce, chitarra
- Mike Inez – basso
- Sean Kinney – batteria